# 内田藤雄
内田 藤雄（うちだ ふじお、1909年2月22日 - 1992年12月21日）は、日本の外交官。法務省入国管理局長、外務省大臣官房長、駐オーストリア特命全権大使、駐ドイツ特命全権大使。

## 人物・経歴
岡山県出身。1928年東京高等学校文科甲類卒業、東京帝国大学法学部法律学科入学。1930年高等試験外交科本試験に合格し、1931年に外務省に入省した。1949年公正取引委員会事務局総務部長。1954年法務省入国管理局長。1957年外務省移住局長。1958年外務省大臣官房長。1960年オーストリア国駐箚特命全権大使、国際原子力機関理事会理事たる日本政府代表。1965年ドイツ国駐箚特命全権大使。1973年海外移住審議会委員。1974年民主外交協会理事長。1976年日本ユネスコ国内委員会委員。1979年勲一等瑞宝章受章。1980年日本外交協会理事長。

## 家族
ピアニストの内田光子は子。